# Национальные мастерские
Национальные мастерские (фр. les ateliers nationaux) — мастерские для безработных пролетариев во Франции; впервые были устроены в Париже и других городах в 1789 г., но не получили распространения и скоро, вследствие их дороговизны, были уничтожены. Гораздо бо́льшую роль национальные мастерские сыграли в марте-июне 1848 г., после февральской революции.

## История
25 февраля 1848 года временное правительство, под давлением Луи Блана, признало своим декретом право на труд. На следующий день оно новым декретом постановило открыть Национальные мастерские, чтобы воплотить декрет в жизнь. Но эти национальные мастерские не имели, по своему плану и задачам, ничего общего с «социальными мастерскими», за которые ратовал Л. Блан; более того — они были учреждены с целью подорвать авторитет Л. Блана и доказать неосуществимость социалистических мечтаний.
Организация их была возложена на министра общественных работ Мари, решительного врага социализма; директором их был назначен сперва (в начале марта) инженер Эм. Тома, а 26 мая, когда он был выслан в Бордо — инженер Лоланн.
В эти мастерские направлялись из мэрий все рабочие, не находившие себе занятий; получали они сперва по 1½, потом (с 15 марта) по 1 франку в день. Правительство должно было доставлять им работу, но вместо того, чтобы создать для них производительные занятия, оно заставляло рабочих предпринимать бесцельное копание земли или вовсе оставаться без дела; только для небольшого числа сапожников, каретников и портных были устроены специальные мастерские.
Рабочие были сгруппированы в батальоны и полки, сами выбирали себе начальников и управлялись на военный лад. Таким образом в Париже, а вскоре и в некоторых провинциальных городах были созданы, по выражению Виктора Гюго, преторианские когорты, являвшиеся орудием в руках правительства. Действительно, во время манифестаций 17 марта и 16 апреля рабочие национальных мастерских были на стороне правительства.
В июне 1848 года отношение официальных сфер к национальным мастерским резко изменилось. 22 июня было постановлено их закрытие. Рабочим было предоставлено или записываться в армию, или быть высланными в разные департаменты. 115 000 человек ставились, таким образом, в безвыходное положение. Возникавшая отсюда опасность была очевидна, но правительство не соглашалось ни на отсрочку, ни на постепенное исполнение декрета. 23 июня вспыхнуло восстание, положившее конец существованию национальных мастерских. Расходы на их содержание за все время составили 14 млн франков.